# Liste du patrimoine culturel immatériel de l'humanité au Ghana
Cet article recense les pratiques inscrites au patrimoine culturel immatériel au Ghana.

## Statistiques
Le Ghana ratifie la convention pour la sauvegarde du patrimoine culturel immatériel le 20 janvier 2016. La première pratique protégée est inscrite en 2024.
En 2024, le Ghana compte 1 élément inscrit au patrimoine culturel immatériel, sur la liste représentative.

## Listes

### Liste représentative
L'élément suivant est inscrit sur la liste représentative du patrimoine culturel immatériel de l'humanité.
| Élément                                             | Type                                         | Subdivision | Année | Lien  | Notes | Illus. |
| --------------------------------------------------- | -------------------------------------------- | ----------- | ----- | ----- | ----- | ------ |
| L'artisanat du kente, un textile traditionnel tissé | savoir-faire liés à l'artisanat traditionnel |             | 2024  | 02130 |       |        |

### Patrimoine immatériel nécessitant une sauvegarde urgente
Le Ghana ne compte aucun élément sur la liste du patrimoine immatériel nécessitant une sauvegarde urgente.

### Registre des meilleures pratiques de sauvegarde
Le Ghana ne compte aucune pratique listée au registre des meilleures pratiques de sauvegarde.